# Jenna Thiam
Jenna Thiam (Brussel, 19 december 1990) is een Belgische actrice. Ze werd bekend door haar rol in de Franse serie Les Revenants.

## Vroege leven
Jenna Thiam werd geboren in Brussel. Ze wilde actrice worden sinds ze vier jaar oud was. Ze volgde een cursus acteren in New York.

## Carrière
Ze begon met modellenwerk voor een kledingbedrijf vooraleer ze haar carrière in de mode verliet om actrice te worden. Ze studeerde aan het National Conservatory of Dramatic Arts van Parijs, toen ze werd gecast voor haar rol in Les Revenants. De Franse editie van Grazia meldde dat ze een rol in Pirates of the Caribbean: Dead Men Tell No Tales afwees om haar studies af te kunnen ronden. Ze verscheen ook in de Franse film Salaud, op t'aime.

## Privéleven
Thiam huwde met de Portugese zanger Salvador Sobral (winnaar Eurovisiesongfestival 2017) op 29 december 2018 in Lissabon.

## Filmografie
| Jaar      | Titel                  | Rol                          | Opmerking      |
| --------- | ---------------------- | ---------------------------- | -------------- |
| 2009      | Le Chant des sirènes   | Marine                       | Korte film     |
| 2010      | Clem                   | Léna                         | televisieserie |
| 2010      | RIS, politiewetenschap |                              | televisieserie |
| 2010      | Le Rollerboy           | VRP Robotscan 3000           | Korte film     |
| 2010      | Bienvenue              |                              | Korte film     |
| 2011      | O                      |                              | Korte film     |
| 2012-2015 | Les Revenants          | Léna Séguret                 | televisieserie |
| 2014      | Salaud, op t'aime      | Hiver Kaminsky               |                |
| 2014      | La Crème de la crème   | winkelmeisje fotokopiecenter |                |
| 2014      | Next Year              | Aude                         |                |
| 2014      | Wild Life              | Céline                       |                |
| 2014      | Anton Tchékhov 1890    | Lika Mizinova                |                |
| 2015      | Jeanne d'Arc           | Jeanne                       | Korte film     |
| 2016      | Daydreams              | Axèle                        |                |
| 2016      | The Collection         | Nina                         | televisieserie |
| 2018      | A Paris Education      | Valentina                    |                |
| 2018      | Capri-Revolution       | Lilian                       |                |
| 2018      | The Black Book         | Suzanne Monfort              |                |
| 202&      | Black Parthenope       | Cécile                       |                |
| 2022      | The Green Parfume      | Caroline                     |                |

## Theater
| Jaar | Titel                         | Regisseur          | Plaats                 |
| ---- | ----------------------------- | ------------------ | ---------------------- |
| 2011 | La Fiancée aux yeux bandés    | Daniel Mesguich    | Espace Pierre Cardin   |
| 2012 | Caligula                      | Sébastien Dpommier | CNSAD                  |
| 2013 | Love Me or Kill Me            | Philippe Calvario  | CNSAD                  |
| 2014 | À l'Ouest des terres sauvages | Pauline Bayle      | Théâtre 13             |
| 2016 | Danton's Death                | François Orsoni    | Théâtre de la Bastille |